# Арутюнов, Александр Иванович
Алекса́ндр Ива́нович Арутю́нов (арм. Ալեքսանդր Հովհաննեսի Հարությունով; 21 декабря 1903 (3 января 1904), Ереван — 5 июня 1975, Москва) — известный советский нейрохирург. Директор Института нейрохирургии МЗ УССР (1950—1964), директор Института нейрохирургии им. Н. Н. Бурденко (1964—1975). Академик АМН СССР (1967). Герой Социалистического Труда (1974). Заслуженный деятель науки Украинской ССР (1954).

## Биография
После окончания медицинского факультета Северо-Кавказского университета начал работать хирургом в Нартасской районной больнице Марийской АССР.
- 1929—1932 — ординатор хирургической клиники РГМИ (руководитель профессор Н. А. Богораз). Выполнил ряд научных работ.
- 1932 — переехал в Москву, поступил в очную аспирантуру Московского института нейрохирургии.
- 1935 — защитил кандидатскую диссертацию, затем в 1944 — защитил докторскую диссертацию на тему «Огнестрельные ранения магистральных сосудов и их лечение на этапах эвакуации».

- Во время боёв на Халхин-Голе и советско-финской войны находился в должности руководителя нейрохирургической бригады. В годы Великой Отечественной войны он проявил свои незаурядные организаторские способности и талант хирурга-клинициста. Он занимал должности: армейский хирург 6 и 9 армий Южного фронта, главный хирург Северо-Кавказского фронта (1941—1943), главный хирург Юго-западного и 3-го Украинского фронтов (1943—1944), а затем хирург-консультант Главного военно-санитарного управления Красной Армии.

- В 1945 — был избран заведующим кафедрой нейрохирургии Киевского ГИДУВа и одновременно руководителем нейрохирургической клиники Киевского психоневрологического института.
- В 1950 — при его активном участии организован Институт нейрохирургии МЗ УССР (ныне Институт нейрохирургии имени А. П. Ромоданова НАМН Украины), которым он руководил 14 лет.
- В 1961 — выполнил первую стереотаксическую операцию у больного с подкорковым гиперкинезом.
- С 1964 года — возглавлял Институт нейрохирургии им. академика Н. Н. Бурденко и с 1965 — руководил кафедрой нейрохирургии Центрального ИУВа. Проводит экспериментальные и клинические исследования, посвященные вопросам внутричерепной гипертензии.

Похоронен в Москве на Новодевичьем кладбище, участок № 7 / правая сторона/, 10 ряд.

## Деятельность
А. И. Арутюнов внедрил в хирургическую практику метод субфронтального доступа к селлярной области, сделав доступными сложные операции на базальных отделах мозга (удаление базальных менингиом, краниофарингиом, опухолей гипофиза).
Впервые в СССР им научно обоснованы пути хирургического лечения геморрагических инсультов (1966), разработана методика внутрижелудочковых введений антибиотиков при хирургическом лечении туберкулем головного мозга и при туберкулёзном менингите, создано новое перспективное направление в разработке проблемы внутричерепной гипертензии.
Автор 200 научных работ, в том числе 4-х монографий, по вопросам физиологии, клиники и хирургического лечения опухолевых процессов, воспалительных поражений головного мозга, проблемам боли и гипертензии, огнестрельных ранений магистральных сосудов военно-полевой нейрохирургии.

## Награды
- Герой Социалистического Труда (Указ Президиума Верховного Совета СССР от 2 января 1974 года, орден Ленина и медаль «Серп и Молот»).
- Орден Ленина (2.01.1964).
- Два ордена Красного Знамени (21.05.1944, 4.03.1942)[3].
- Два ордена Трудового Красного Знамени (1952, 11.02.1961).
- Орден Красной Звезды (21.05.1940)[3].
- Медаль «Китайско-советская дружба».
- Заслуженный деятель науки Украинской ССР (1954).